# Seroloidea
Seroloidea zijn een superfamilie van pissebedden.

## Taxonomie
De volgende families worden bij de superfamilie ingedeeld:
- Basserolidae Brandt & Poore, 2003
- Bathynataliidae Kensley, 1978
- Plakarthriidae Hansen, 1905
  - = Chelonidiidae Pfeffer, 1887
- Schweglerellidae Brandt, Crame, Polz & Thomson, 1999 †
- Serolidae Dana, 1852
- Tricarinidae Feldmann, Kolahdouz, Biranvand & Schweigert, 2007 †